# STS-134
La STS-134 (Vol d'acoblamentULF6) fou la penúltima missió del Programa del Transbordador Espacial, duta a terme pel Transbordador espacial Endeavour. La missió de l'Endeavour, que originalment va ser programada per al seu llançament al juliol de 2010 va ser reprogramada en diverses ocasions fins a l'actual data de llançament cedulada pel dia 16 de maig de 2011 a les 08:56 EDT. Oficialment, fins al dia de la data, el vol serà comandat per Mark E. Kelly, encara que a causa del tristament cèlebre episodi ocorregut amb l'intent d'assassinat a la seva dona Gabrielle Giffords per part de l'acusat Jared Lee Loughner va fer que la NASA i el mateix Kelly, consideressin l'opció d'un comandant de reforç, lloc per al qual va ser assignat  Rick Sturckow, qui d'arribar a ser assignat com a comandant titular, en cas que Kelly no pugui estar disponible per a aquest lloc, llavors Sturckow es convertiria en el segon astronauta, després de Steve Lindsey, en realitzar cinc vols de llançadora. Aquesta missió, al seu torn, serà l'última missió en la història del programa, a la qual li va ser assignada una missió LON (d'emergència en cas d'algun hipotètic error en la missió STS-134), el que significa que possiblement l Atlantis serà situat a la LC-39B mentre que Endeavour, a la LC-39A quedant llavors, dos transbordadors posicionats al mateix temps. Aquesta missió de contingència per a la STS-134 serà anomenadaSTS-335, que, de no arribar a realitzar-se, hi ha possibilitats potencials que es faci la conversió a STS-135, la qual fins al moment, és una missió permesa pel govern dels Estats Units, però no confirmada oficialment en el manifest de llançament per part de la NASA. Aquest succés va ocórrer també en la missió STS-125 amb el seu STS-400 encara que en aquest cas no va haver-hi conversió com sí que passa possiblement amb STS-335.
La STS-134 serà el vigesimoquinto i últim vol de l'Endeavour, el vol 134 del programa del transbordador espacial, que va començar el 12 d'abril de 1981, i l'última missió oficial del programa STS.

## Història
En realitat, el programa STS havia d'acabar en la missió anterior, la STS-133. No obstant això, es va generar controvèrsia en relació amb la retirada del transbordador, respecte a com es durien severs components d'importància per a la ISS, entre els quals, el més important és el AMS (Espectròmetre Magnètic Alfa). Aquesta problemàtica, va causar que el dia 19 de juny de 2008, el govern dels Estats Units, signés l'ordre perquè la NASA creés una missió addicional al programa, garantint, és clar, els fons necessaris per a aquesta missió. No obstant això, el llavors president George W. Bush es va oposar a alguna missió extra per al programa STS i va denegar els fons, encara que, en la primavera de 2009, l'administració d'Obama, va lliurar els fons per a aquesta missió i la NASA, la va declarar oficial pel manifest del 2010. La STS-134 estava programada per ser la penúltima missió del programa, i anava a llançar-se en juliol de 2010, però més endavant la NASA va veure cal fer uns retocs al Alpha Magnetic Spectrometer, aquesta va ser la causa que es postergués el llançament de la STS-134 pel 26 febrer de 2011, sent aquesta la primera reprogramació de la missió.

## Tripulació

### Oficial
- Mark Kelly (4) - Comandant
- Gregory H. Johnson (2) - Pilot
- Michael Fincke (3) - Especialista 1 de missió
- Roberto Vittori (3) - Especialista de 2 de missió (FE)
- Andrew J. Feustel (2) - Especialista 3 de missió
- Gregory Chamitoff (2) - Especialista 4 de missió

### Reforç
- Frederick W. Sturckow (5) - Comandant

## Càrrega útil

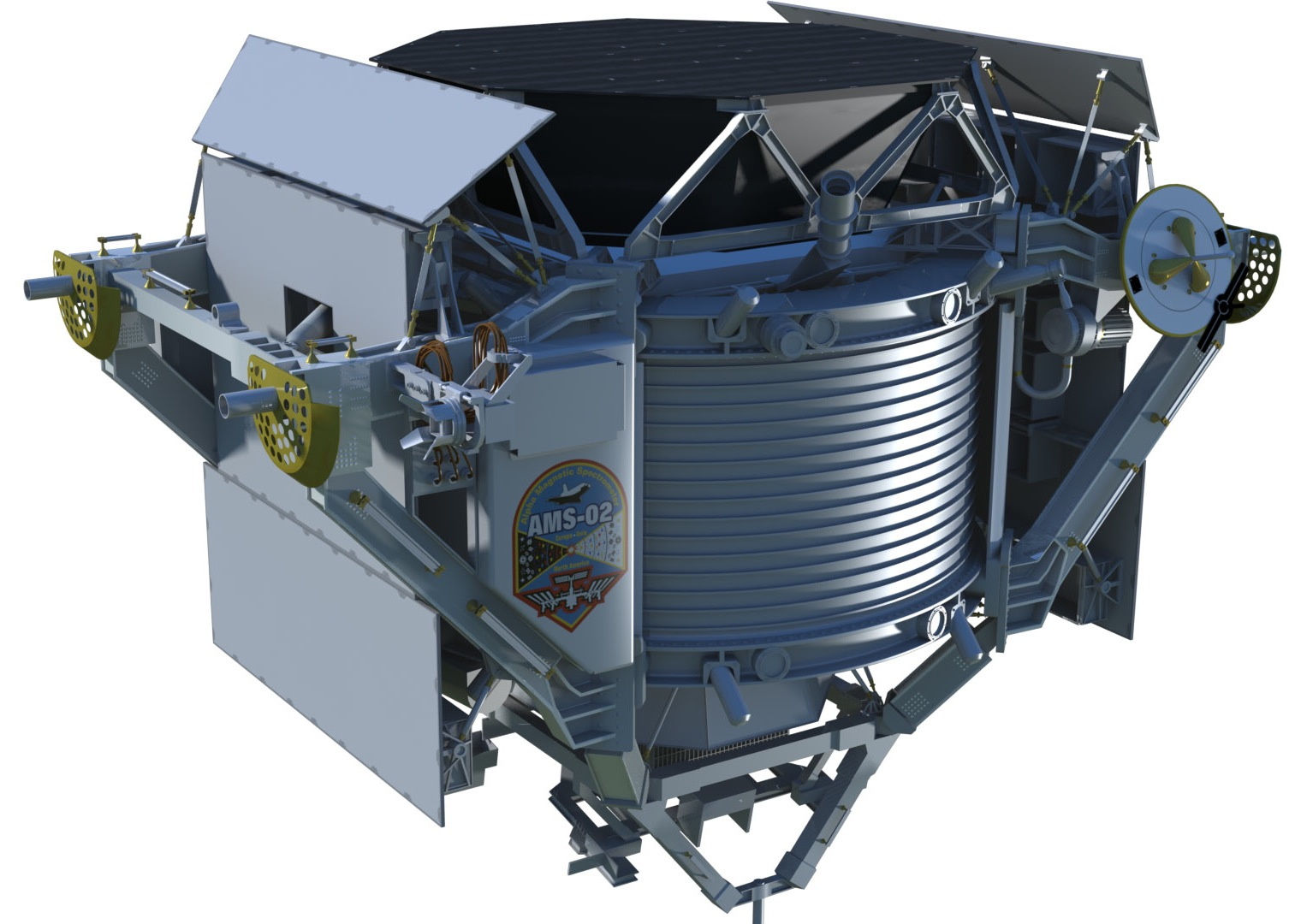
Espectrometre Alfa Magnètic.

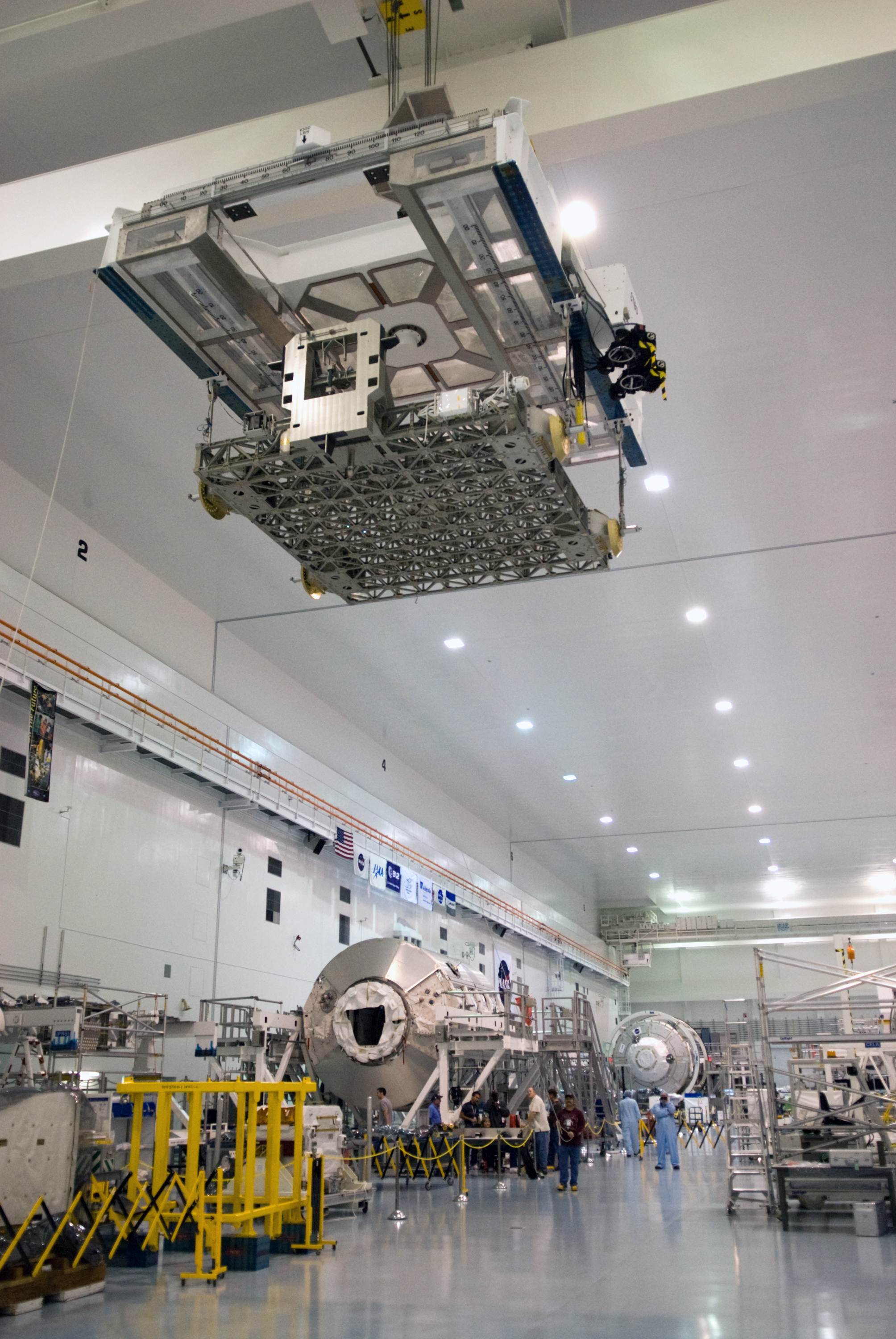
Express Logistic Carrier 03.

- Espectròmetre Alfa Magnètic AMS-02: El AMS-02 és una unitat física de detecció de partícules que contenen un ampli grau de magnetisme. La unitat va ser dissenyada per buscar antimatèria i l'origen i estructura de la matèria fosca. El AMS-02 serà portat a la ISS i acoblat al segemento Truss S3. D'altra banda, el espectrometro, va ser el causant de la primera reprogramació de la missió. Acordant amb el pla original de disseny del AMS-02, la unitat contenia un sistema criogènic de superconducció magentica. Aquesta, és una tecnologia crítica per als obejtivo de la missió.[2] Llavors els tècnics, més tard, descobreixen que justament aquesta tecnologia mostrava algunes disfuncions, per la qual cosa, Samuel Ting, va decidir reemplaçar el superconductor de magnetisme dins l'espectrometro per un tradicional.[3]

- Exprés Logistics Carrier 3 ELC-03: El ELC-03 portés severes unitats de reemplaçament orbital (ORU) que són molt grans i molt pesades per a ser traslladades per altra astronau cap a la ISS. Aquests Orus, inclouen un tanc de gas d'alta pressió (HPGT), un tanc d'amoníac acoblament (ATA), el subsistema número 2 i 3 d'acoblament per a l'antena de Banda S (SASA), un braç amb el propòsit especial de la manipulació del Dextre (SPDM) més una unitat amb mecanisme de reemplaçament orbital change-out, Una càrrega del departament de defensa anomenada Programa de test espacial HOUSTON 3 (Space test program Houston 3), i una part de la paleta del ELC controladora de la caixa d'avionica.

- Materials de l'experiment de l'Estació Espacial Internacional: La STS-134, també s'encarregués de portar aquests materials al complex orbital, per al MISSE 8 i tornés amb el pack MISSE 7 a la terra. el MISSE 7 ha estat a la ISS des que va ser portat a la STS-129

- Kit "STORRM DTE" per a futures missions d'Orion: El Sensor Rel-Nav l'Orion serà muntat sobre l'ODS (Sistema d'acoblament orbital) al port 1 del Sensor de control de trajectòria (TCS), i sobre un transportador de càrrega adaptiva al port 3 de la badia de càrrega. A causa d'això Endeavour volés per trajectòria d'òrbita nominal per i des de la ISS, acoblant i desacomplandose l'Adaptador d'acoblament pressuritzat 2 (PMA-2).

- Mòdul refrigerant GLACERA: La STS-134 portés una nova unitat d'aquest sistema i portarà de tornada a dues antigues. Aquesta unitat és usada per emmagatzemar mostres científiques.

- Braç OBBS: Endeavour deixaria un braç robòtic anomenat Orbiter Boom Sensor System (OBSS) de forma permanent a la ISS perquè aquesta assoleixi llocs que són inaccessibles pel Canadarm2 La utilitat de tenir un OBSS en el complex ha estat demostrat quan la STS-123 deixo el seu braç robotico, fins a l'arribada de la STS-124 que va passar dos mesos després.

## Procés de la missió

### Procés dels transbordadors

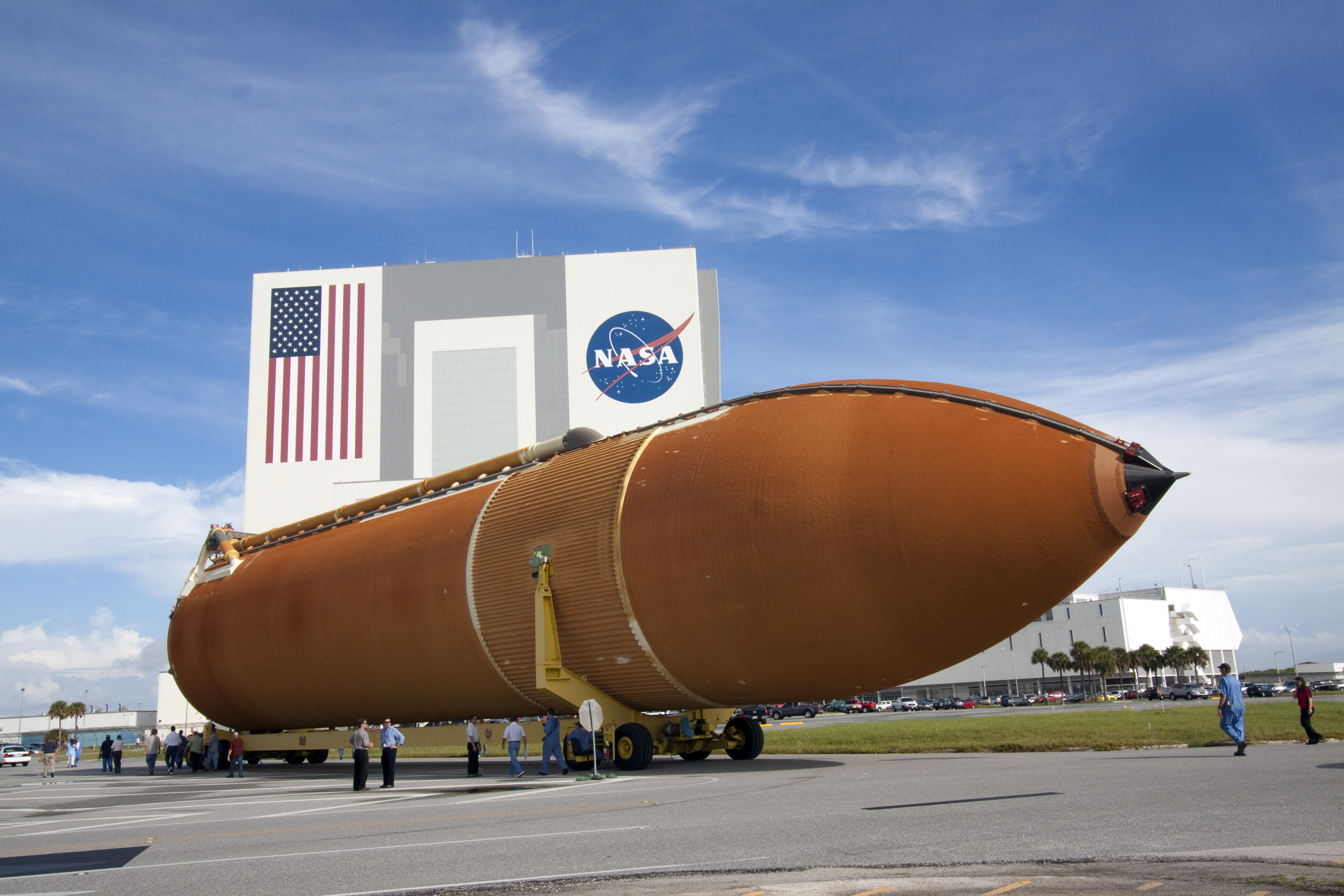
L'ET-122 arriba al VAB.

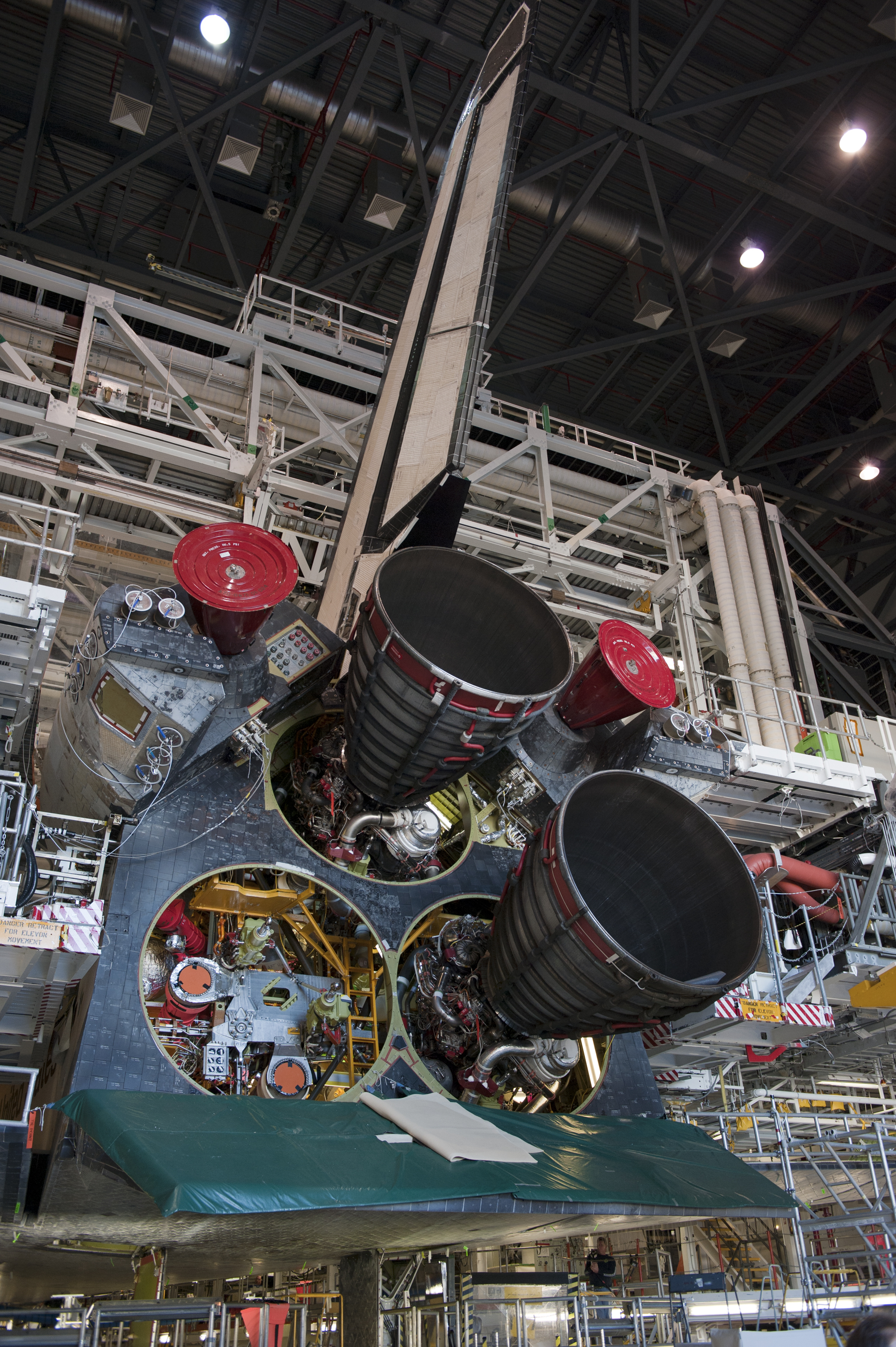
A OPF-1 Tècnics i enginyers de KSC, instal·len els motors principals al transbordador espacial Atlantis.

El 2 de juny de 2010, el tren que contenia tots els segments dels SRB d'Endeavour arriben al Rotation Processing and Sorgeix Facility (RPSF) del complex 39 en Kennedy Space Center. Mentrestant, el 13 de juliol de 2010, arriba a KSC la Barcassa Pegasus que conté l'ET-138 que serà usat en la missió STS-134. El mateix dia és ingressat dins del VAB. L'endemà, en el OPF-1, els tècnics remouen el motor principal número 3 d'Atlantis, per procediments de manutenció, alistandolo per a la missió de contingència STS-335. D'altra banda, en el VAB, l'ET-138 és col·locat en posició vertical perquè els tècnics puguin avaluar unes cel·les al corredor de transferència del tanc. En tant, el 30 de juliol, els tècnics es preparen per avaluar i reinstal els 3 motors principals de l'Endeavour, els quals pesen 7.000 lliures cada un. El 6 d'agost, arriba al VAB, un vehicle semitrailer portant l'acoblament de la part superior d'un dels 2 SRB de Endevour, per a la posterior ensambalje. Més tard, el 26 d'agost de 2010, arriba, dins d'un Galaxi C-5, l'AMS-02 (Epectrometre), a les instal·lacions del SLF a KSC. El mateix va ser rebut per autoriadades de la NASA, ESA, i els tripulants de la STS-134. El AMS-02 va començar a ser tractat el 27 d'agost. A gairebé un mes després, el 20 de setembre de 2010, surt de l'hangar de procés en el MAF (Michoud Assemby Facility) de New Orleans, el recondicionat ET-122 que és un i fins ara, l'ET més probable que usés Atlantis per la seva STS-335. El tanc, ha de viatjar ara 900 milles per l'aigua, a la barcassa Pegasus, per arribar al KSC. Llavors després de 7 dies de viatge, l'ET-122 arriba al KSC per ser traslladat al VAB. 2 dies després, els tècnics i enginyers, col·loquen a l'ET-122 per fer-li proves de diferent naturalesa a fi d'aconseguir dades de summa importància per al procés. Per el 30 de setembre del 2010, un semitrailer, portava amb si a l'última peça de emsamblaje superior (La segona de 2) d'un dels SRB d'Endeavour. La peça, va ser col·locada dins el VAB per al seu acoblament amb un dels coets auxiliars. Arribant a la data 27 d'octubre, el transportador eruga que portava els dos SRB ia acabats, es mou des del HB-1 a la HB-3 (HB són sigles del terme anglès High Bay). A la HB-3, els SRB serien connectats a l'ET-138 per ser usats pel Endeavour en la missió STS-134. El 7 de desembre comença la instal·lació dels motors principals per Altantis, al OPF-1. Actualment s'espera que el Rollover (Rodatge OPF-VAB), d'Endeavour, passi a mitjans de febrer de 2011, mentre que el de Atlantis, només unes setmanes després.

### Test de Recompte i Demostració Terminal (TCDT)
Si la data de llançament per a la STS-134, queda fixa per al 29 d'abril, el TCDT, protocolarmente, hauria de dur a terme a finals de març de 2011.

## Missió de contingència

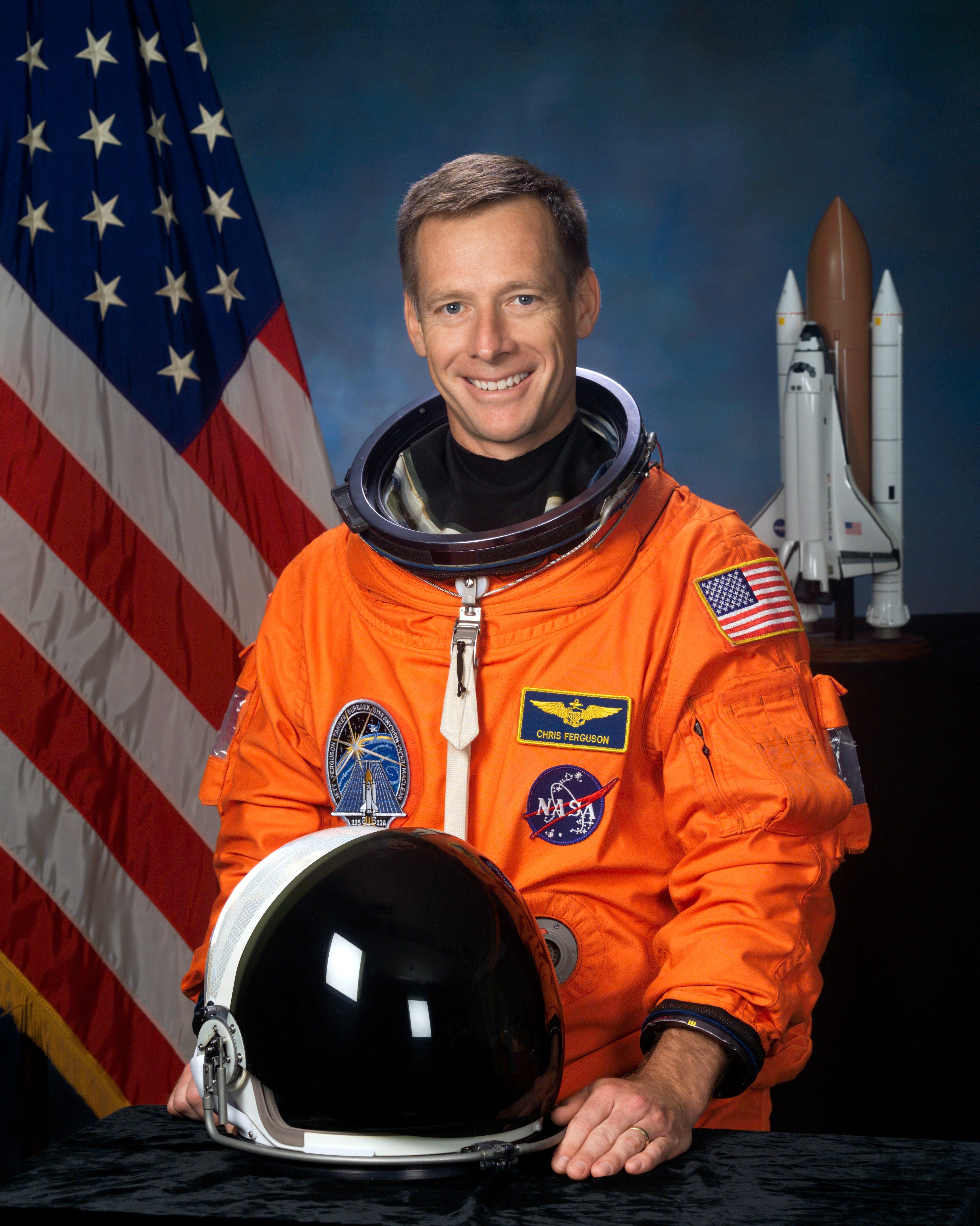
Chris Ferguson

Per a la STS-134 (igual que va succeir en la missió STS-125) s'ha assignat un vol d'emergència anomenat "Missió de contingència LON-335" o més comunament anomenat STS-335. Les missions LON (Lauch On Need) són missions de rescat en les quals rescata els tripulants d'algun transbordador que aquesta greument malmès o no pot reentrar a l'atmosfera. La nau i 4 tripulants són seleccionats amb anterioritat per a la missió de rescat. L'entrenament s'ha de realitzar en 40 dies des que es va anunciar la missió. Una LON, sol iniciar set dies després que la nau a rescatar (Que ens cas seria Endeavour), es trobés amb problemes, ja que el temps màxim que la tripulació pot romandre a bord d'un vehicle orbital danyat és de 23 a 28 dies. El pla CSCS va entrar en vigència després de la tragèdia del  Columbia a principis del 2003. Des de llavors, quan la NASA detecta, missions d'alt risc, s'ordena la preparació d'una missió en segon pla que actuaria només sota una situació límit, on es confirmi que el transbordador té un mal tan gran que no pugui tornar amb seguretat a la terra. Des de la STS-125 amb la seva missió de contingència STS-400, es va adoptar una nova configuració d'aquest tipus de missions, on, la nau principal i la de rescat són situades en les plataformes LC-39A i LC-39B quedant per alguns dies, dos transbordadors en dues plataformes a la vegada.

## Llançaments avortats

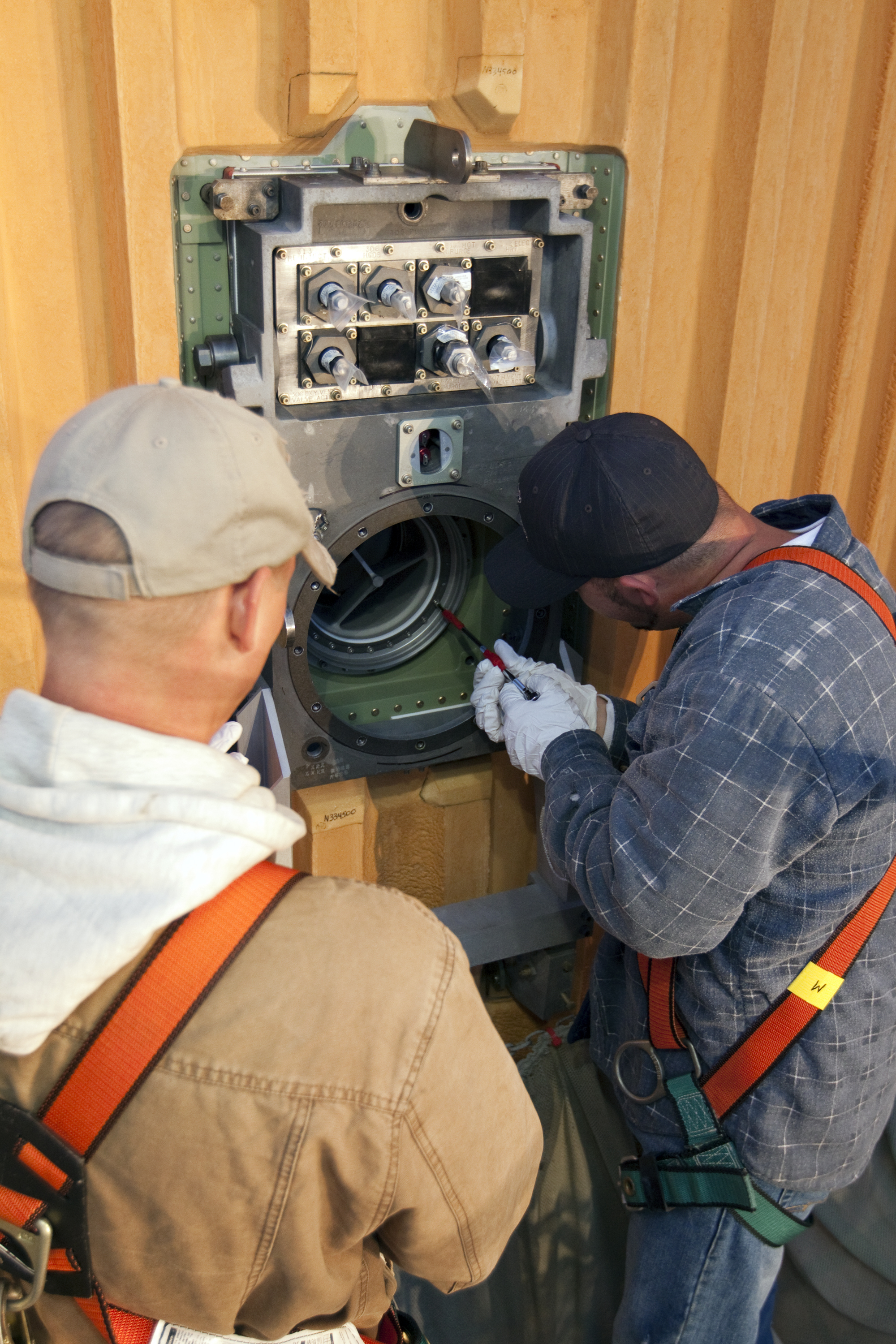
Danys de l'ET de la STS-133 són la major causa de la demora en la missió STS-134.

### Primer intent
La data original per al llançament de la STS-134 era el 29 de juliol de 2010. Quan Samuel Ting, transmet a la NASA la decisió de reformar l'espectrometro, la NASA, fa la Primera reprogramació per no abans del 15 novembre 2010

### Segon intent
Després, l'1 de juliol de 2010, quan els managers van moure la STS-133 per a l'1 de novembre, van tenir també de reprogramar la STS-134 per al dia 26 de febrer de 2011 a les 04:19 pm EST.

### Tercer intent
Novament, la causa que va reprogramar per tecera vegada el llançament d'Endeavour, va ser la mateixa reprogramació de la STS-133. A causa que el Discovery ara partiria el 3 de febrer, Endeavour, va ser programat per iniciar la seva STS-133 per l'1 d'abril de 2011.

### Quart intent
Finalment, la quarta i fins al moment, última reprogramació, va ser feta per al 29 d'abril a les 3:47 pm EDT. La raó va ser novament la postergació de la STS-133. Depenent d'una futura i improbable reprogramació i tardança en la STS-133, repercutirà novament en la demora de la STS-134.

## El dur moment del comandant Kelly

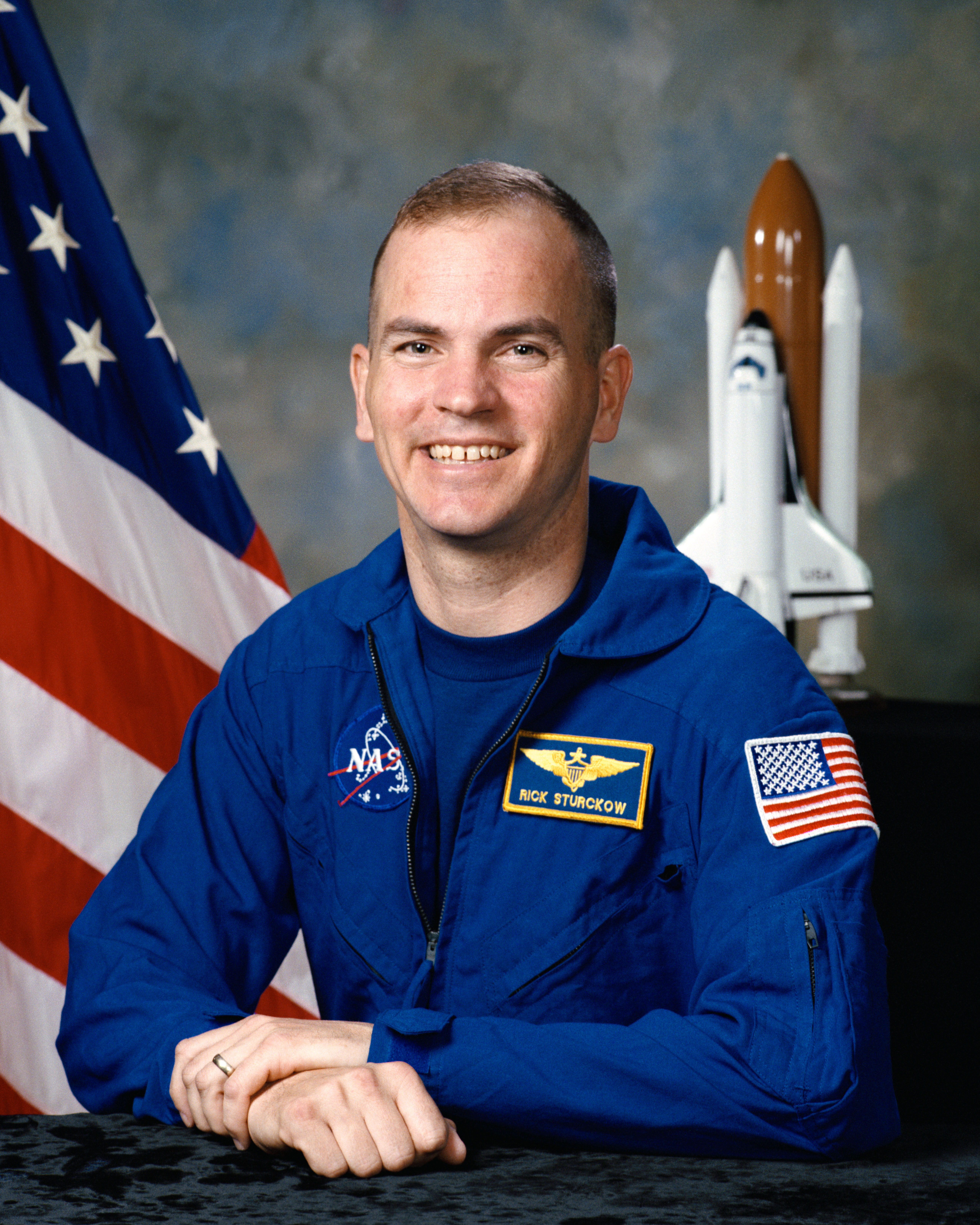
Rick Sturckow, comandant de reforç assignat en suport a Mark Kelly i la tripulació de la STS-134.

Mark Kelly va ser assignat comandant de la STS-134, el 10 d'agost de 2009. Tal és així que la tripulació fa ja més d'un any que està entrenant per a aquesta important missió. No obstant això, ell 8 de gener de 2011 a les 10.00 (UTC-7), la seva esposa, la legisladora demòcrata Gabrielle Giffords va resultar ferida en un tiroteig a la ciutat de Tucson, Arizona, en un incident en què van morir sis persones, entre elles el jutge federal John McCarthy Roll. Hi va haver més diversos ferits, inclosos membres del seu gabinet. Tot i que diverses informacions van apuntar en un principi que la congressista havia mort, un portaveu del Centre Mèdic Universitari de Tucson va confirmar que encara romania amb vida. El nord-americà Jared Lee Loughner és l'únic detingut i acusat de l'atemptat. Després d'aquesta dura notícia per Mark Kelly, el seu germà bessó  Scott Kelly qui aquesta actualment com a comandant de l'expedició 26, la NASA i la gent dels Estats Units en general, El programa STS, va decidir donar a Mark Kelly una mena de llicència perquè el pugui monitorar a temps real, l'estat de salut de la seva dona, sense prescindir de l'en el seu càrrec de comandant. Llavors, la NASA va brindar el següent comunicat en la Secció Space Shuttle del seu portal oficial en anglès que diu:
NASA va anunciar dijous que l'astronauta Rick Sturckow, servirà com a comandant de reforç per a la missió STS-134 del transbordador espacial, per facilitar a la tripulació i als equips de suport, la continuació dels entrenaments durant l'absència del comandant de la STS-134, Mark Kelly. L'esposa de Kelly, la congressista Gabrielle Giffords, va ser críticament ferida en un tiroteig el 8 de juny, a Tucson, Arizona. Kelly contínua com a comandant de la missió, que està programada per al seu llançament el 29 d'abril, des de Kennedy Space Center, a Cap Canaveral, Florida. '' Jo suggereixo als managers del programa STS que prenguin les mesures necessàries per completar la missió en la meva absència, si cal va dir Kelly.  Jo tinc moltes esperances que tornaré a la meva posició per reunir-me amb els meus companys de la tripulació STS-134 per a finalitzar el nostre entrenament. D'altra banda Peggy Whiston, Oficial de l'Oficina d'Astronautes, assegura: Mark, encara és comandant de la STS-134. El té moltes preocupacions i incerteses importants mentre acompanya en aquests difícils moments a Gabrielle, i el nostre objectiu és permetre a què mantingui tota la seva atenció en la seva família mentre seguim desenvolupant tot el necessari per dur a terme el procés de la missió en temps i forma. Designant un comandant de reforç, permetem a la tripulació, i l'equip de suport, continuar entrenant, i permetem al seu torn que Mark se centri completament en les cures a la seva dona. Sturckow començarà a entrenar la setmana que ve al JSC de Houston juntament amb la tripulació de la STS-134 que inclou el Pilot Greg H Johnson, Michael Fincke, Roberto Vittori, Andrew Feustel i Greg Chamitoff. La missió de 14 dies a l'Estació Espacial Internacional portés l'AMS-02, i components que inclouen 2 antenes de comunicacions de Banda S, un tanc HPGT, parts addicionals per Dextre i un escut per a residus microscòpics de meteorits.